# Moumina Houssein Darar

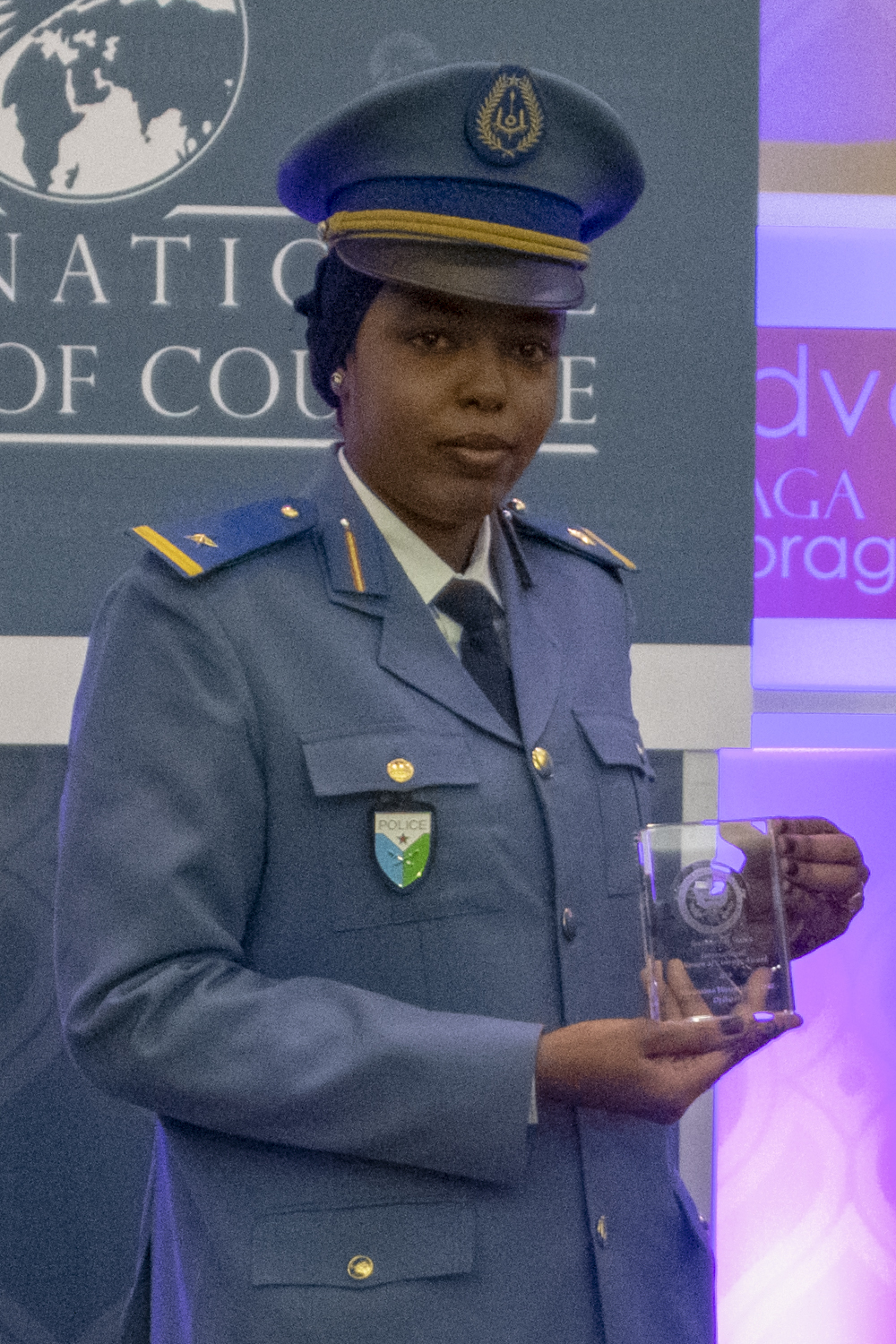
Moumina Houssein Darar (2019)

Moumina Houssein Darar (* 1. Juni 1990 in Ali Sabieh) ist eine dschibutische Polizistin. Als leitende Ermittlerin einer Antiterroreinheit erhielt sie 2019 den International Women of Courage Award des Außenministeriums der Vereinigten Staaten. Sie hat sich auch in der Nachbarschaftshilfe engagiert.

## Leben
Houssein Darar wurde 1990 geboren und ist das älteste von acht Geschwistern, sechs Brüdern und zwei Schwestern. Sie wuchs als Halbwaise ohne Vater auf. Nach dem Studium trat sie im Alter von 23 Jahren der Dschibutischen Nationalpolizei (DNP) bei und machte bald Karriere. Houssein Darar wurde als erste und bisher einzige Frau Mitglied einer Antiterroreinheit. Als leitende Ermittlerin ist sie für hochrangige Fälle zuständig. Ihre Bemühungen haben zur Verurteilung oder Ausweisung zahlreicher Al-Shabaab-Terroristen geführt. Nach dem Anschlag aus das Restaurant La Chaumiere konnte sie 2014 mehrere versuchte Terroranschläge in der Stadt Dschibuti vereiteln. Sie hat, sogar als Mann verkleidet, verdeckte Ermittlungen durchgeführt.

## Engagement und Ehrung
Houssein Darar war als Polizistin erfolgreich im Kampf gegen den Terror. Als erste Frau in ihrer Laufbahn hat sie zahlreiche Herausforderungen bewältigt. Sie musste sie sich gegen viele Widrigkeiten durchsetzten, darunter Bedrohungen für ihre persönliche Sicherheit. Verdächtige und illegale Einwanderer hatten sich zunächst dagegen gewehrt, von einer Polizistin verhört zu werden. Kriminelle hatten sie beschimpft, Kindern hatten auf der Straße Steine nach ihr geworfen, nur weil sie eine Frau in Uniform war. Trotz des Missbrauchs hat sie durchgehalten und engagiert sich weiterhin für ihre gesamte Gemeinde.
Im Jahr 2014 entwickelte Houssein Darar die Idee, eine Nachbarschaftsorganisation zu gründen, um bedürftigen Kindern zu helfen und die örtliche Gemeinde zu unterstützen. Sie gründete mit Freunden einen gemeinnützigen Verein, der Kindern aus armen Haushalten Kleidung und Bücher zur Verfügung stellt. Zwanzig Familien wurde beim Erwerb von Sonnenkollektoren geholfen oder ein Zuschuss zu Bestattungskosten gegeben.
Am 7. März 2019 erhielt Moumina Houssein Darar als erste dschibutische Frau den “International Women of Courage Award”. Unter den zehn Ausgezeichneten des Jahres waren auch Frauen aus Bangladesch, Peru und aus Montenegro. Der Preis wurde ihnen von Melania Trump und Außenminister Mike Pompeo verliehen.